# Pathein
Pour les articles homonymes, voir Bassein.
Pathein (birman : ပုသိမ္မ္ရုိ့, MLCTS : pu. sim mrui.), jadis appelée Bassein, est une ville de Birmanie, capitale de la Région d'Ayeyarwady. Située à l'Ouest du delta de l'Irrawaddy, sur le bras de Pathein (Ngawan), à 190 km à l'Ouest de Rangoon, Pathein est accessible aux navires hauturiers : en dépit de sa distance à l'océan, elle est le second plus grand port du delta (après Rangoon). C'est aussi un terminus ferroviaire important et un centre de transformation et de commerce du riz.
Le nom de la ville est un dérivé de Pathi (mot birman pour "Musulman"), du fait de son importante population de marchands arabes et indiens. Il fut corrompu pour devenir Bassein durant la période coloniale : les britanniques y construisirent un fort et y établirent une garnison dès 1826, à la fin de la Première Guerre anglo-birmane.
Bien qu'ayant appartenu aux royaumes Môns, Pathein a gardé peu d'habitants môns. Sa population (144 092 personnes en 1983, 246 092 en 2005), est majoritairement birmane et indo-birmane, avec de fortes minorités karens et arakanaises. Le bouddhisme et l'islam sont les religions les plus représentées.
Pathein possède une université.

## Tourisme
Pathein possède de beaux quais, de nombreux temples bouddhistes et des fabriques artisanales d'ombrelles colorées en bambou, dont la production est connue dans toute la Birmanie.

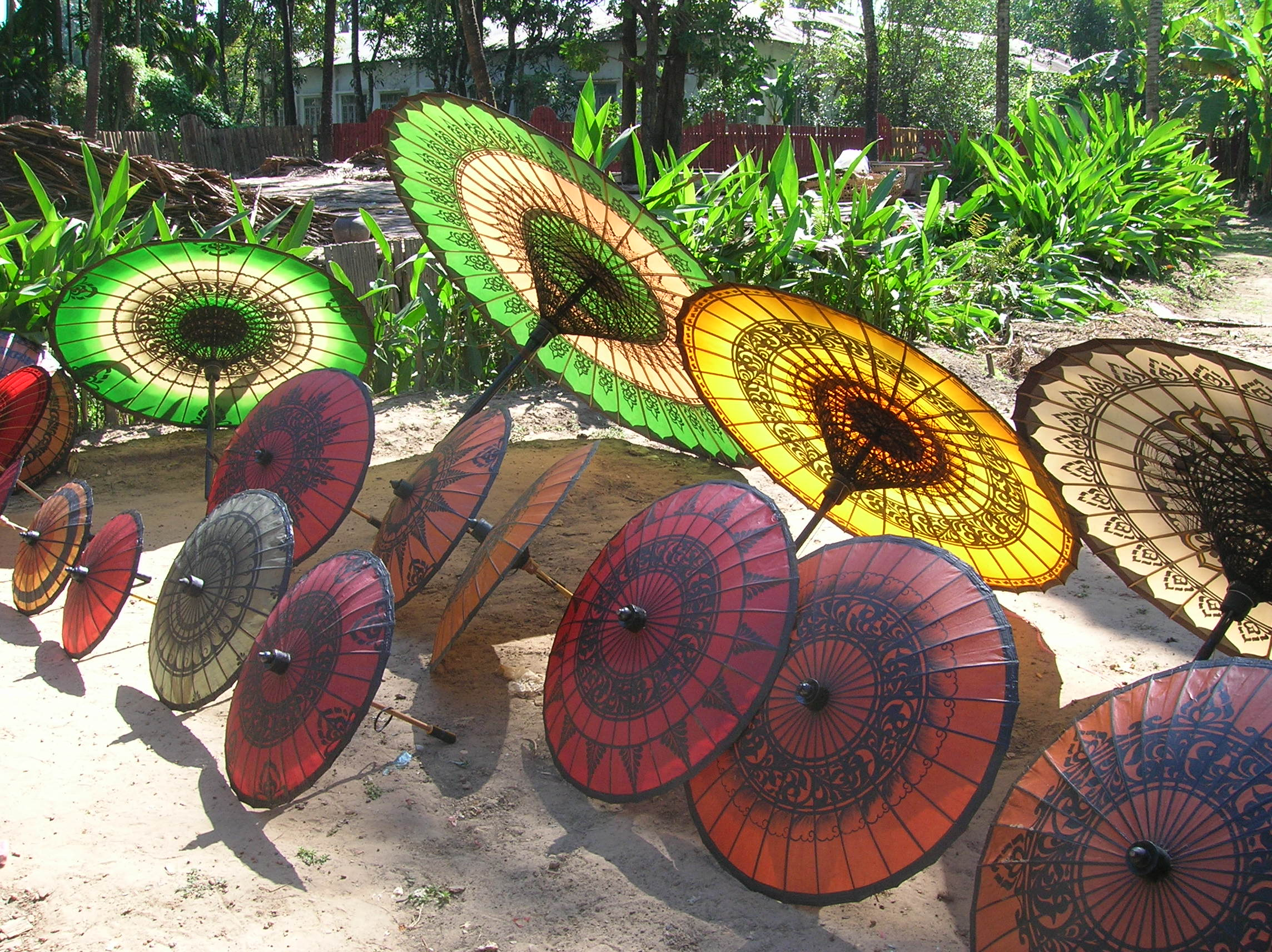
Ombrelles de Pathein

Le principal monument est la pagode Shwemokhtaw (Shwemokhtaw Paya), fondée selon la légende par l'empereur indien Ashoka en 305 avant notre ère. Le roi de Pagan Alaungsithu augmenta la hauteur du stûpa à 11 m en 1115, et le roi Samodogossa à 40 m en 1263. Il fait aujourd'hui 46,6 m, avec une couronne terminale (hti) à trois niveaux : un niveau d'or massif de 6,3 kg, un niveau d'argent massif et un niveau de bronze, le tout incrusté de 829 diamants, 843 rubis et 1 588 pierres semi-précieuses.[citation nécessaire]
Pathein possède un aéroport (en) (code AITA : BSX).

## Cultes
La cathédrale catholique Saint-Pierre est le siège du diocèse de Pathein.